# ケイファーマーズ
株式会社 ケイファーマーズは、大阪府河内長野市に本社を置き、河内長野市と貝塚市に生鮮食料品スーパー「生鮮市場richばんばん」を展開する企業。かつては「食INGのて」という精肉店も展開していた。

## 沿革
- 1968年：野手宏昭らが新生食品株式会社を設立
- 1969年：同社が河内長野市に精肉小売店を出店
- 2005年7月：西友千代田店横のトリオトが撤退後、同社が生鮮食料品スーパー「生鮮市場richばんばん」を出店
- 2013年：株式会社カミチクが同社の全株式を取得、カミチクグループ傘下となる
- 2014年
  - 4月：新生食品株式会社を存続会社として、株式会社アンドワークスと合併し、商号を株式会社アンドワークスに変更
  - 8月：株式会社アンドワークスから、食肉及び食肉加工品販売部門の事業とスーパーマーケット経営部門に関する事業について、株式会社ケイファーマーズを新設分割し、ケイファーマーズが事業継承[1]。

## 店舗
（千代田店）
大阪府河内長野市木戸西町2-1-20